# 平井啓之
平井 啓之（ひらい ひろゆき、1921年4月10日 - 1992年12月27日）は、日本のフランス文学者、翻訳家。

## 経歴
出生から修学期
1921年、京都府で生まれた。第三高等学校を経て、東京帝国大学フランス文学科に入学。在学中の1943年に学徒出陣で応召。戦後復員し、1948年に東京大学を卒業した。
フランス文学研究者として
卒業後は、東京大学教養学部仏文科助手に採用された。1952年、新制東京大学教養学部専任講師となり、1954年に助教授、のち教授昇格。しかし、1969年に大学紛争が起こると辞職。その後は、立教大学教授、桃山学院大学教授を務めた。
戦争と天皇制を批判し続け、左翼的な姿勢を鮮明にした学者であった。わだつみ会発足当時からの会員で、のち常任理事をつとめた。1992年に死去。

## 研究内容・業績
専門はフランス文学で、アルチュール・ランボー、ジャン＝ポール・サルトルの作品を研究対象とした。
1955年、東大生だった宇能鴻一郎が授業中にガムを噛んでいたのを叱り、宇能は授業に出なくなったという。

## 著作
著書
- 『ランボオからサルトルへ：フランス象徴主義の問題』弘文堂 1958
  - 文庫化 講談社学術文庫 1989
- 『文学と疎外』竹内書店 1969
- 『ある戦後：わだつみ大学教師の四十年』（筑摩書房） 1983年
- 『テキストと実存：ランボー、マラルメ、サルトル、中原と小林』青土社 1988
  - 文庫化 講談社学術文庫 1992
- 『新編フランス文典』山田爵・松下和則・梅原成四共著、第三書房 1957

訳書
- 『マルセル・プルーストを求めて』アンドレ・モロワ著、井上究一郎共訳、新潮社 1952
  - 文庫化
- 『ある少女の告白』プルースト著、第三書房 1956
- 『殉教と反抗』サルトル著、白井浩司共訳、新潮社 1958
- 『現代フランス文学史』P-H・シモン（英語版）著、紀伊国屋書店 1960
- 『方法の問題』(サルトル全集 25) サルトル著、人文書院 1962
- 『時間と自由』(ベルグソン全集 1) ベルグソン、白水社 1965
- 『弁証法的理性批判 第1巻／実践的総体の理論 2』(サルトル全集 27) サルトル著、森本和夫共訳、人文書院 1965
- 『聖ジュネ』(サルトル全集) サルトル著、白井浩司共訳、人文書院 1966
  - 文庫化 新潮文庫
- 『反戦の原理：アンリ・マルタン事件の記録』サルトル著、田中仁彦共訳、弘文堂 1966
- 『文学は何ができるか』サルトルほか著、弘文堂 1966
- 『サルトルと構造主義』サルトル著、竹内書店 1968
- 『パピヨン』アンリ・シャリエール著、タイムライフインターナショナル 1970
  - 文庫化 河出文庫 1988
- 『弁証法的理性批判 第1巻／実践的総体の理論 3』(サルトル全集 28) サルトル著、足立和浩共訳、人文書院 1973
- 『家の馬鹿息子：ギュスターヴ・フローベール論(1821-1857) 1』サルトル著、人文書院 1983
- 『マラルメ論』サルトル著、渡辺守章共訳、中央公論社 1983
  - 文庫化 ちくま学芸文庫 1999
- 『ポール・ヴェルレーヌ』ピエール・プチフィス（フランス語版）著、野村喜和夫共訳、筑摩書房 1988
- 『差異について』ジル・ドゥルーズ著、青土社 1989
- 『恋する空中ブランコ乗り：私は翔んだ、空を、詩を：シュールレアリストたちに愛されたある女性の回想』ディアーヌ・ドゥリアーズ著、梅比良真史共訳、筑摩書房 1991
- 『ランボー全詩集』ランボー著、青土社 1994
- 『家の馬鹿息子：ギュスターヴ・フローベール論（1821年より1857年まで） 3』サルトル著、鈴木道彦・海老坂武・蓮實重彦共訳、人文書院 2006
- 『ランボー全集』ランボー著、湯浅博雄・中地義和・川那部保明共訳、青土社 2006